# Miloš Vujović
Miloš Vujović, né le 5 septembre 1993 à Cetinje (Yougoslavie), est un joueur de handball monténégrin évoluant au poste d'ailier gauche.

## Palmarès

### En club
- Troisième du Championnat de Hongrie en 2016, 2017, 2018, 2019

### En équipe nationale
- 16e place au Championnat d'Europe 2014, Danemark
- 16e place au Championnat d'Europe 2016, Pologne
- 16e place au Championnat d'Europe 2018, Croatie
- 11e place au Championnat d'Europe 2022, Hongrie et Slovaquie

### Distinctions individuelles
- Meilleur buteur du Championnat de Hongrie en 2019
- élu meilleur ailier gauche du Championnat d'Europe 2022